# Siarczki
Siarczki – związki chemiczne zawierające atom lub atomy siarki na stopniu utlenienia –II. Związki zawierające dwa lub więcej (katenacja) atomów siarki połączonych w łańcuch −S−S− określane są jako wielosiarczki.
Rodzaje siarczków
- W chemii nieorganicznej są to związki o wzorze ogólnym Mx

2S
x lub My
S
y/2 (gdzie M – pierwiastek o wartościowości nieparzystej x lub parzystej y):
  - sole kwasu siarkowodorowego i metalu, np. siarczek sodu, Na
2S lub siarczek rtęci(II), HgS
  - połączenia kowalencyjne siarki i niemetalu, np. dwusiarczek węgla, CS
2 lub dekasiarczek tetrafosforu P
4S
10

- W chemii organicznej siarczkami nazywane są związki zawierające wiązanie C−S−C (tioetery), np. siarczek dimetylu H
3C−S−CH
3.

Przykładowe siarczki nieorganicze
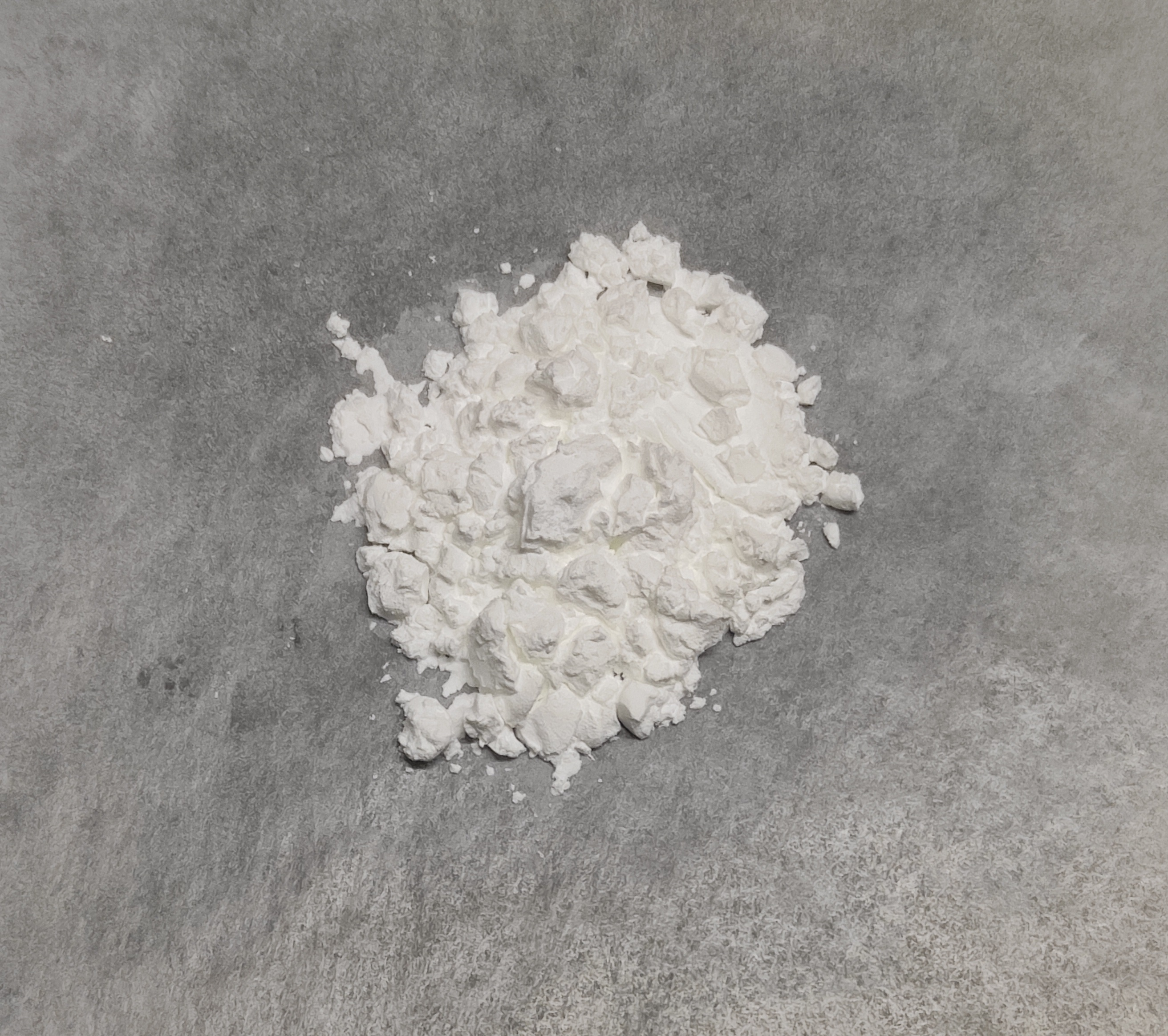
Siarczek cynku
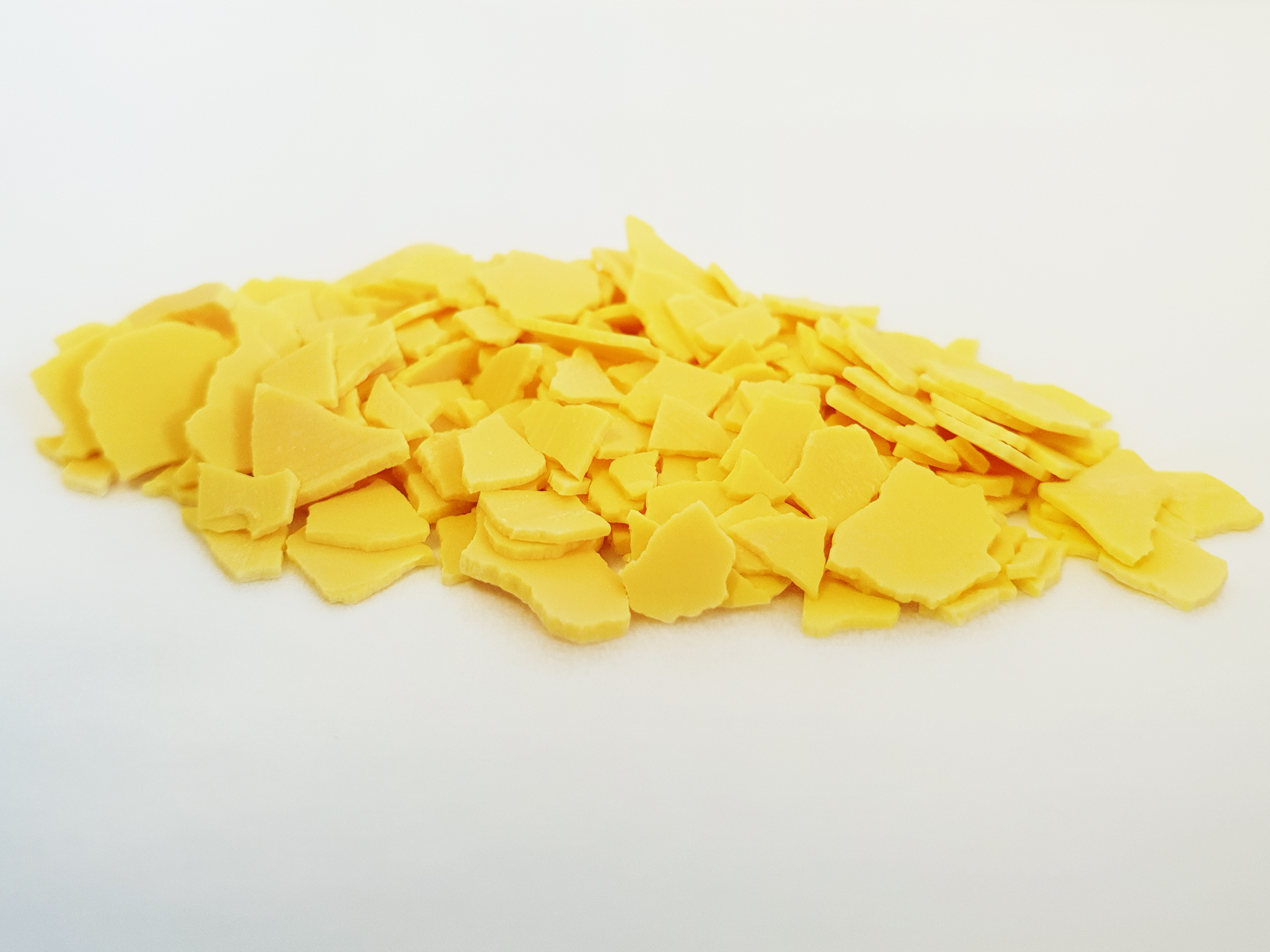
Siarczek sodu
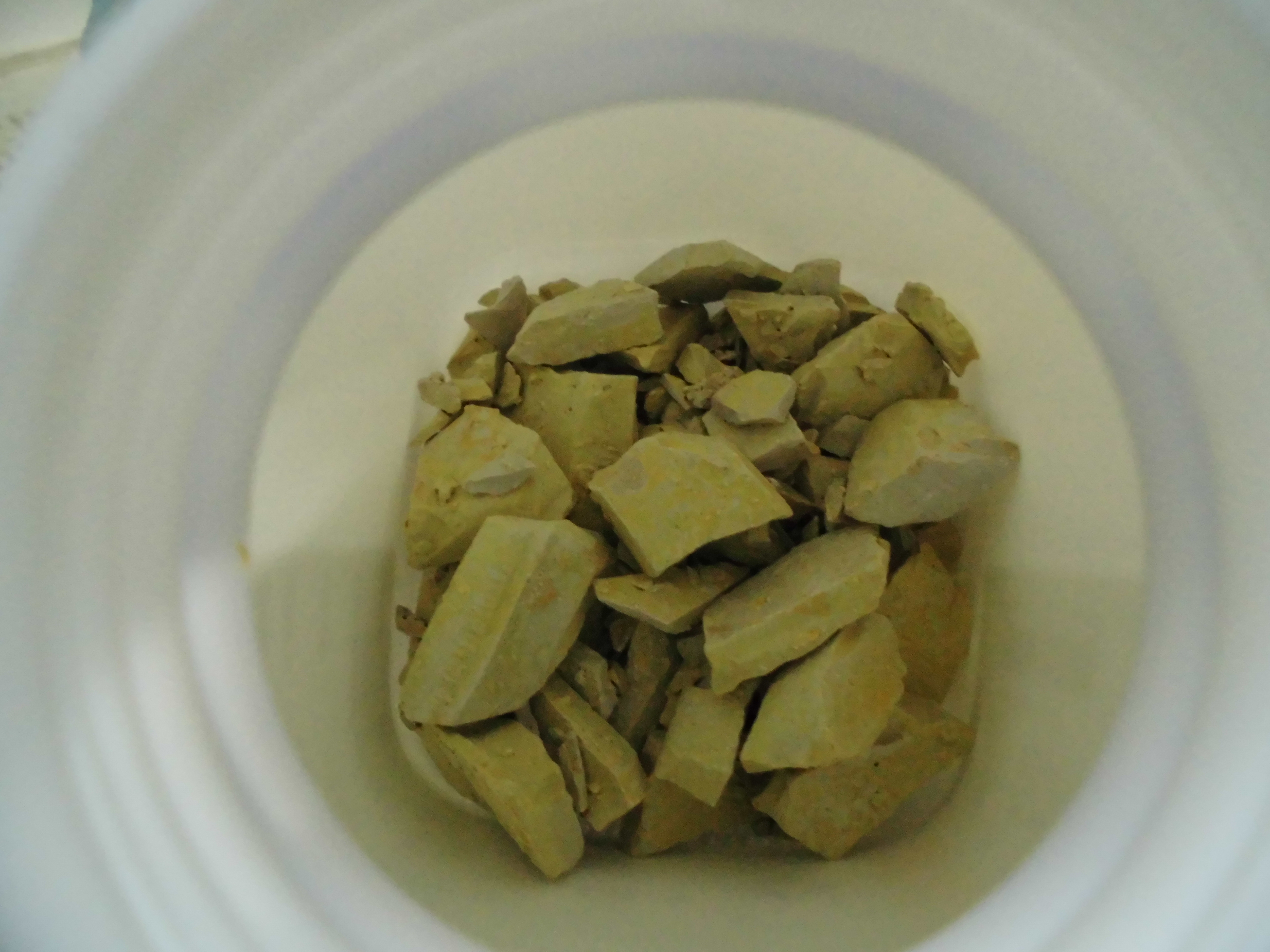
Siarczek potasu
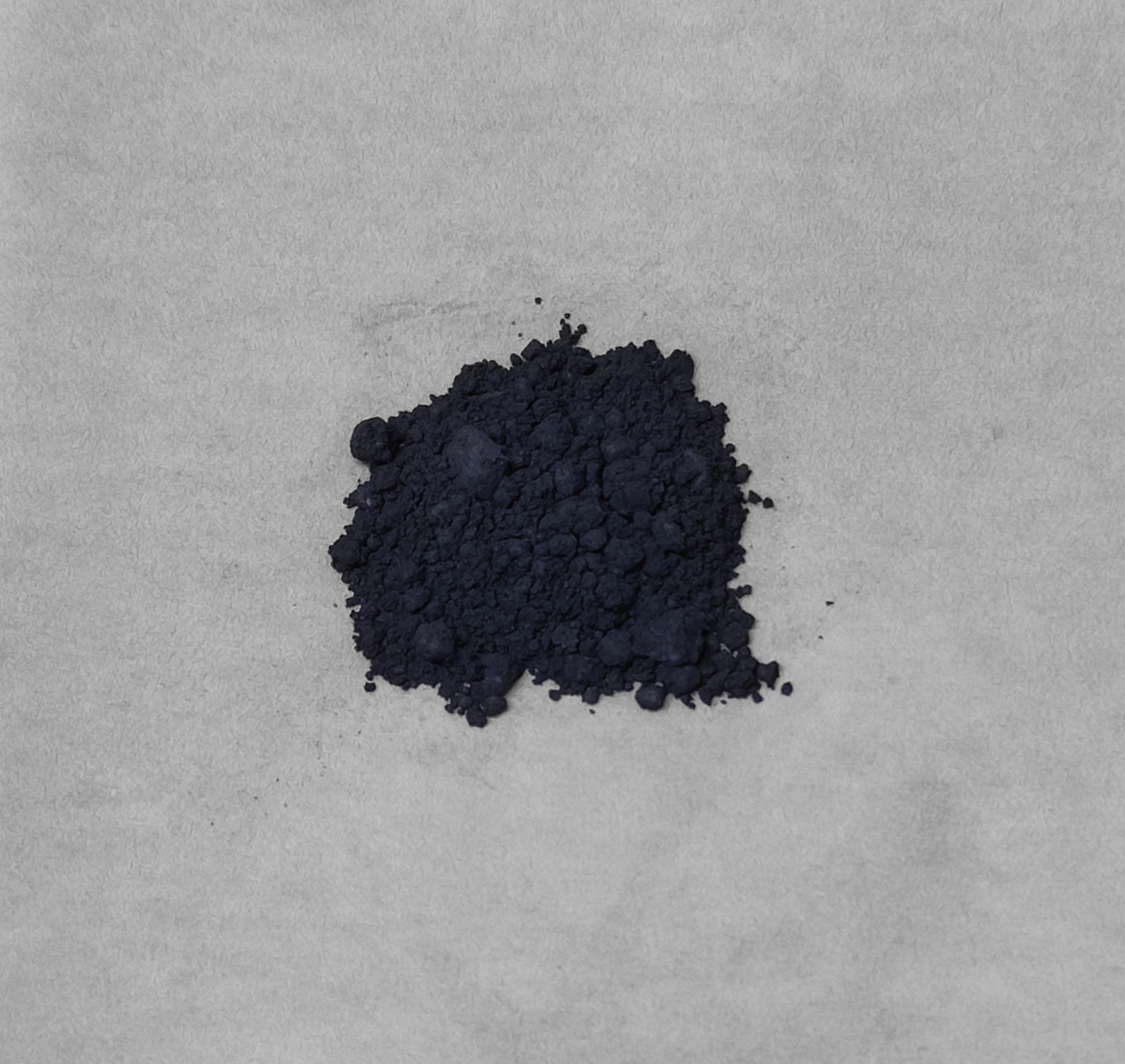
Siarczek molibdenu(IV)

## Petrologia
Siarczki wielu metali występują naturalnie jako minerały siarczkowe, np. argentyt – siarczek srebra Ag
2S lub cynober – siarczek rtęci(II), HgS.